# Флаг Песковатского сельского поселения (Городищенский район)
Флаг Песковатского сельского поселения Городищенского муниципального района Волгоградской области Российской Федерации — опознавательно-правовой знак, составленный и употребляемый в соответствии с вексиллологическими правилами, служащий символом Песковатского сельского поселения, единства его территории, населения, прав и самоуправления.
Флаг утверждён 20 июля 2009 года и внесён в Государственный геральдический регистр Российской Федерации с присвоением регистрационного номера 5684.
24 января 2011 года, решением Песковатского Совета депутатов № 4, решение от 20 июля 2009 года № 35 было признано утратившим силу и было утверждено новое Положение о флаге.
Флаг Песковатского сельского поселения является, наряду с основным муниципальным символом — гербом Песковатского сельского поселения, официальным символом хутора Песковатка. Среди прочего, флаг поднимается на плавсредствах принадлежащих хутору Песковатка.
Хутор Песковатка является административным центром и единственным населённым пунктом Песковатского сельского поселения.

## Описание
Описание флага, утверждённое 20 июля 2009 года, гласило:
«Флаг хутора Песковатка Городищенского района Волгоградской области представляет собой: прямоугольное полотнище с отношением ширины к длине 2:3, воспроизводящее композицию герба Песковатского сельского поселения в синем, белом, жёлтом и красном тонах».
Описание флага, утверждённое 24 января 2011 года, гласит:
«Флаг хутора Песковатского сельского поселения представляет собой: прямоугольное полотнище с отношением ширины к длине 2:3, воспроизводящее композицию Герба Песковатского сельского поселения в синем, белом, жёлтом и красном тонах»
Геральдическое описание герба гласит: «В лазоревом поле, с завышенным серебряным поясом, золотые песочные часы, с серебряным песком на половину перетёкшим, сопровождаемые двумя золотыми рыбами направленными друг к другу. В лазоревой главе золотое укрепление с пятью бастионами, заполненное червленью, и внутри него — ключ и обращённый вниз меч того же металла. Щит увенчан муниципальной короной установленного образца».

## Обоснование символики
Флаг составлен на основании герба Песковатского сельского поселения и отражает исторические, культурные, социально-экономические, национальные и иные местные традиции.